# Phengaris rebeli
Phengaris rebeli är en fjärilsart som beskrevs av Hirschke 1904. Phengaris rebeli ingår i släktet Phengaris  och familjen juvelvingar. Inga underarter finns listade i Catalogue of Life.

## Bildgalleri

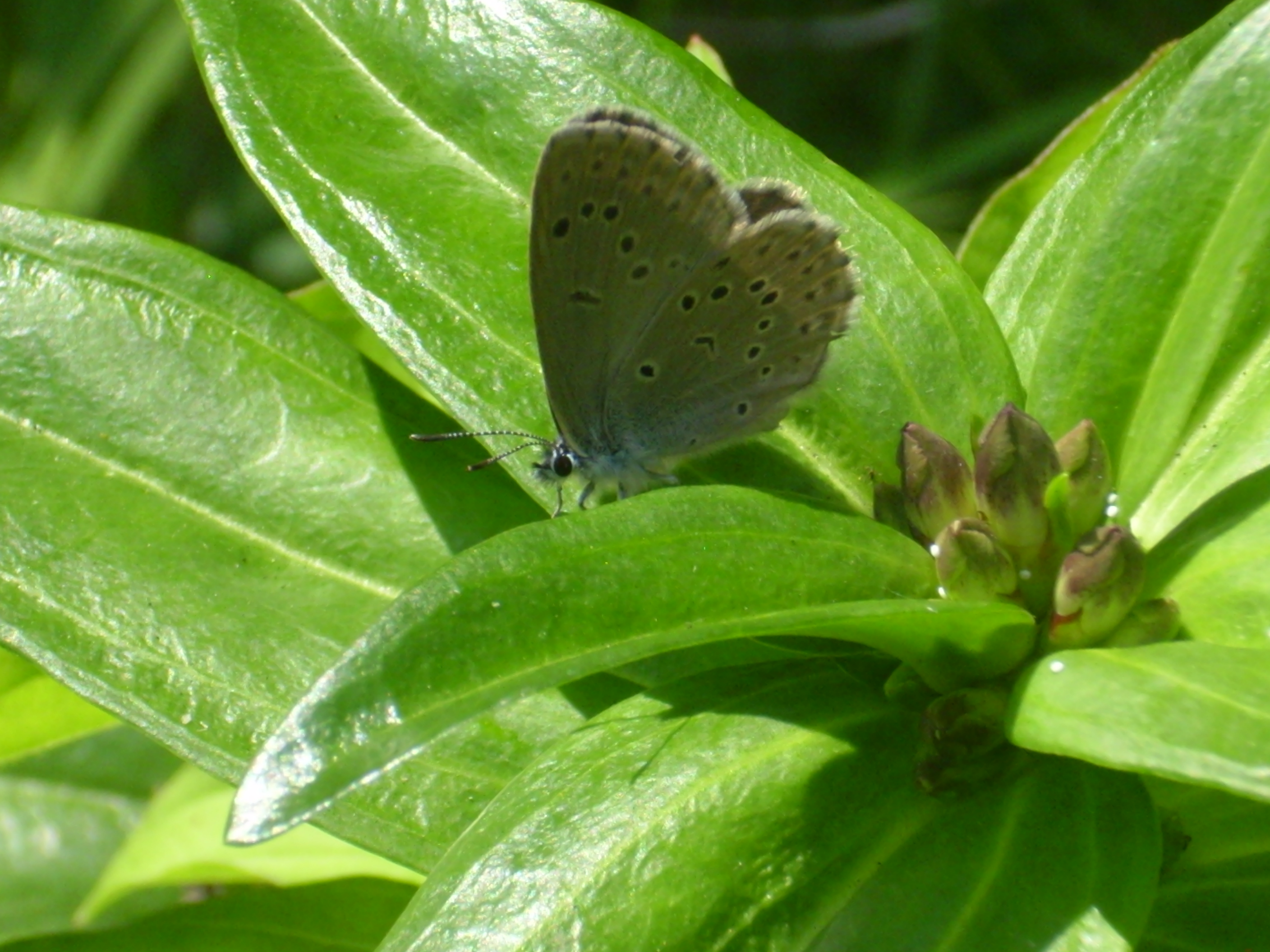
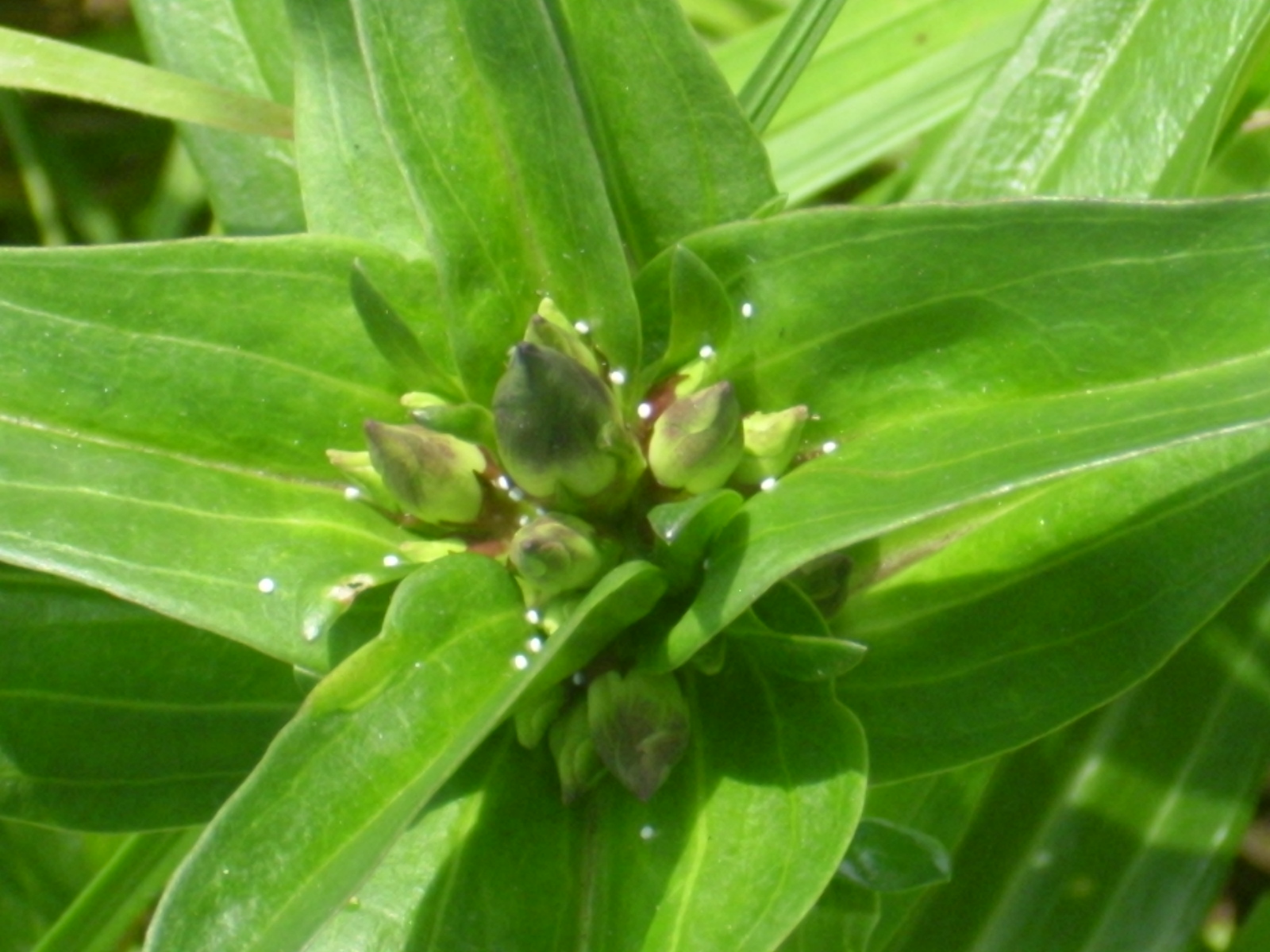
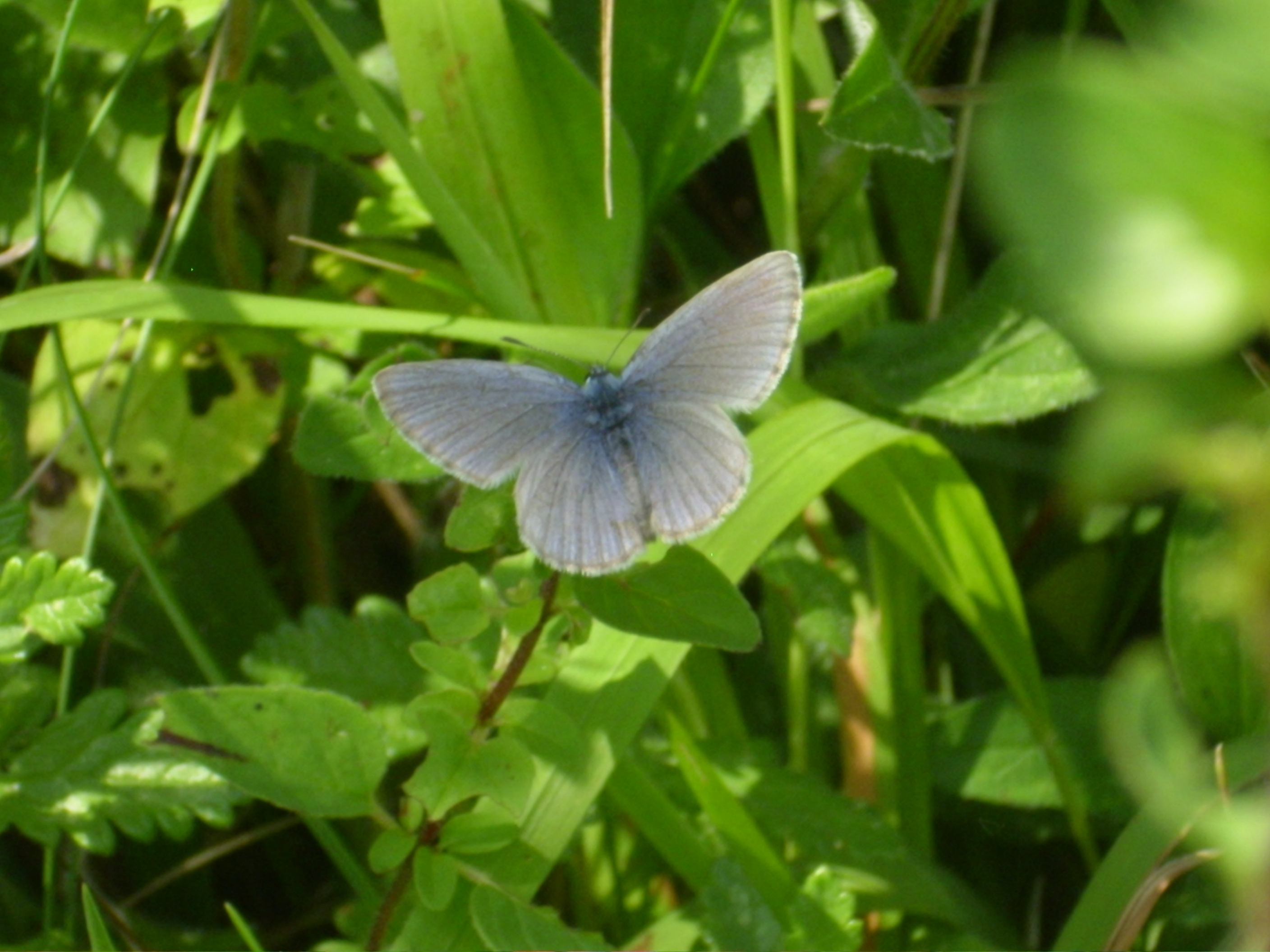
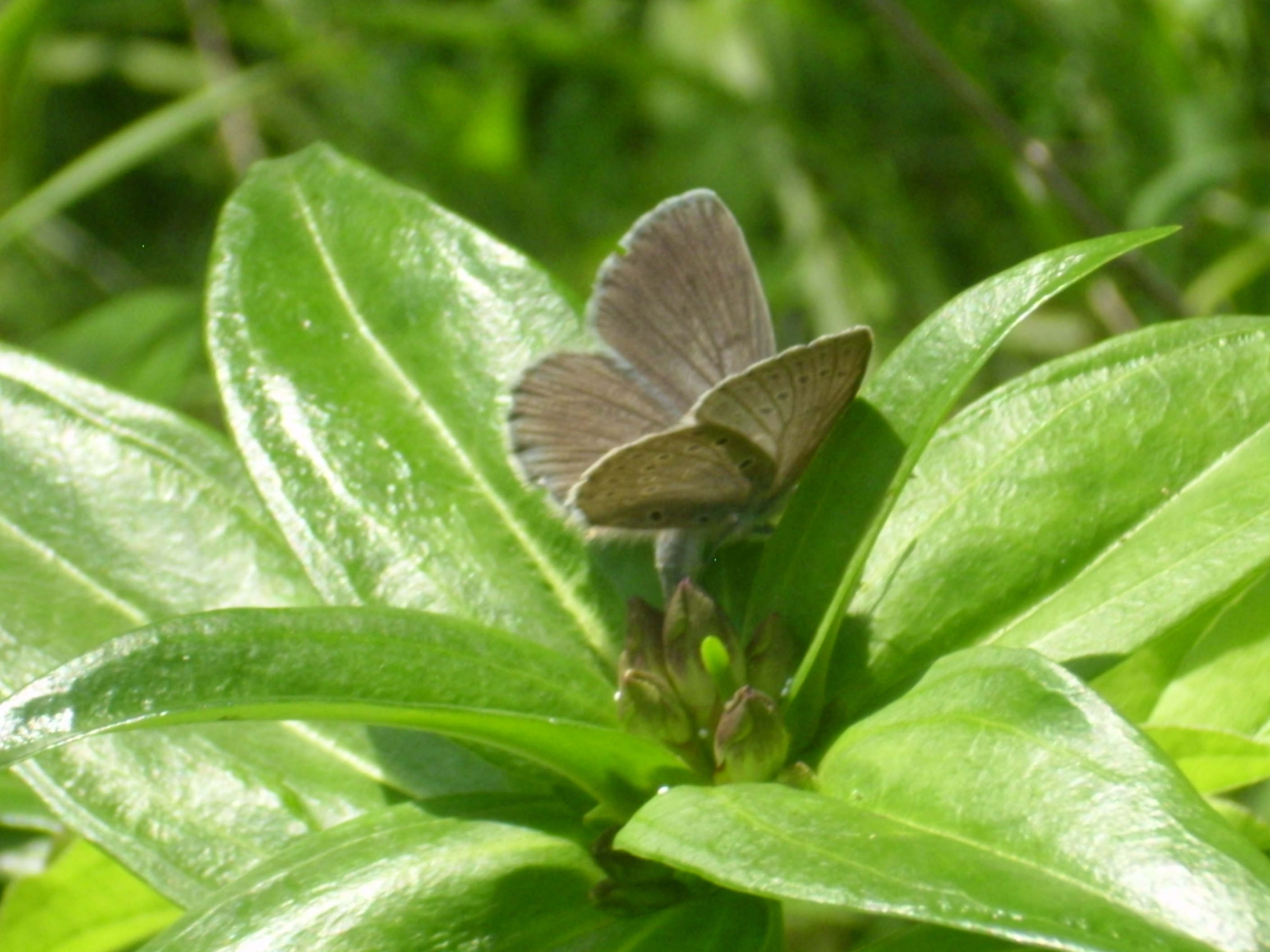
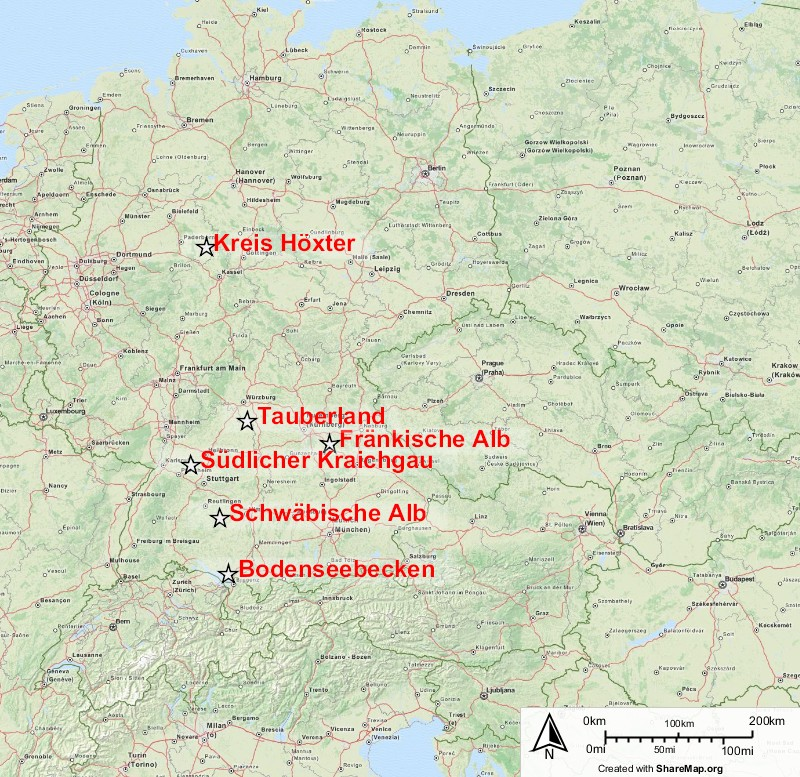